# Cityrunner

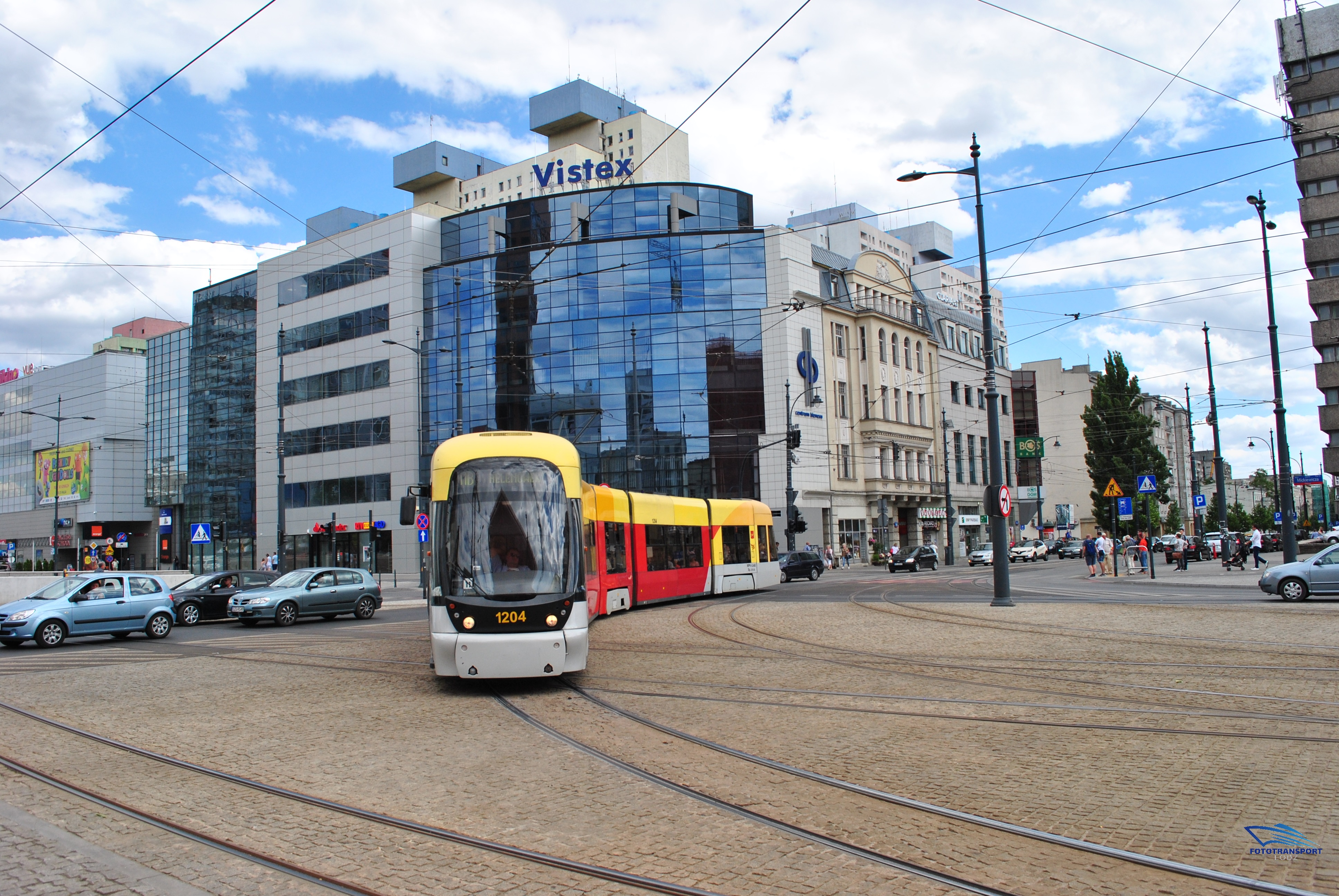
Bombardier Cityrunner o numerze 1204 na linii 11B wjeżdża na przystanek „Piotrkowska Centrum”

Cityrunner (nazwa firmowa: Bombardier Flexity Outlook) – tramwaj niskopodłogowy produkowany przez firmę Bombardier Transportation, część kanadyjskiej firmy Bombardier.

## Bombardier Flexity Outlook
Tramwaj Flexity Outlook zaprojektowany został dla austriackich miast Graz, Innsbruck i Linz. Obecnie Cityrunnery jeżdżą również m.in. w Brukseli (Belgia), Eskişehir (Turcja), Walencji (Hiszpania), Marsylii (Francja), Toronto (Kanada) i Genewie (Szwajcaria).
Bombardier zaprojektował również pod nazwą Bombardier Flexity Outlook technicznie zbliżony tramwaj o zupełnie odmiennym wyglądzie, znanym jako Eurotram, który bardziej przypomina nowoczesny pociąg niż tramwaj miejski. Jednostki Eurotram kursują w Strasburgu (Francja), Mediolanie (Włochy) i w systemie metra w Porto (Portugalia).
Konstrukcja tramwaju typu Bombardier Flexity Outlook jest bardzo modularna i w rezultacie tramwaje te są dostosowywane do indywidualnych specyficznych potrzeb każdego klienta – wersje dla różnych miast znacznie się różnią od siebie.

## Eksploatacja w Łodzi
Wagony tego typu obsługują linię 15 łączącą Stoki i kampus Uniwersytetu Łódzkiego z osiedlem Chojny, linię 17 (Telefoniczna Zajezdnia - Chocianowice IKEA), oraz linię podmiejską 45, jadącą ze Zgierza do zajezdni Telefoniczna.
Wagony składają się z pięciu segmentów i mają sześcioro drzwi. Są niskopodłogowe na całej długości. Liczba miejsc: siedzących 59, stojących 116 (5 osób na m²). Mają układ napędowy energoelektroniczny, 4 silniki prądu przemiennego o łącznej mocy 400 kW.
W przeszłości projekt zakładał utworzenie linii szybkiego tramwaju (linia 10) na trasie W-Z (Widzew – Retkinia), którą obsługiwać miały pojazdy tego typu. Projekt zakładał podniesienie wszystkich przystanków na tej trasie na wysokość 32 cm, wprowadzenia pierwszeństwa i zastosowania nowoczesnej kontroli sygnalizacji miejskiej, tak by podróż trwała jak najkrócej. Z braku środków finansowych pomysłu zaniechano, natomiast przystąpiono do realizacji szybkiej linii Łódzkiego Tramwaju Regionalnego na trasie N-S (Zgierz – Łódź – Pabianice). Wagony zostały sprzedane niemieckiej firmie leasingowej i natychmiast wydzierżawione, tak że w dalszym ciągu jeżdżą po Łodzi.
W 2013 r. (1 października) rozpoczęła się przebudowa trasy. Remont zakończono 31 października 2015 r. Linia tramwajowa została przedłużona na Olechów. Do obsługi „dziesiątki” zakupiono 22 nowe tramwaje Pesa 122NaL.